# Paisaje en la niebla
Paisaje en la niebla (en griego: Τοπίο στην ομίχλη, transliterado Topio stin omichli) es una película griega de 1988 dirigida por Theo Angelopoulos. La obra fue seleccionada como la entrada griega a la Mejor Película en Lengua Extranjera en la 62.ª edición de los Premios de la Academia, pero no fue aceptada como nominada. Una encuesta de críticos realizada por Village Voice la incluyó en la lista de las 100 mejores películas del siglo XX. La película es la tercera entrega de la Trilogía del silencio de Angelopoulos, después de Viaje a Cytera (1984) y El apicultor (1986).

## Trama
La adolescente Voula (Tania Palaiologou) y su hermano Alexandros (Michalis Zeke), de cinco años, quieren conocer a su padre, a quien nunca han visto. Su madre les dice que vive en Alemania, por lo que Voula y Alexandros un día abandonan en secreto su casa para encontrarlo. Van a la estación de trenes de Atenas e intentan viajar con un tren expreso a Alemania, pero los sacan del vehículo por no tener boleto. Un oficial de policía los lleva a un tío lejano, quien lo convence de que los niños no tienen padre en Alemania. Le informa que su madre les mintió, para evitar que supieran la verdad: que tienen padres diferentes y son simplemente el resultado de aventuras de una noche. Aunque Voula y Alexandros escuchan a escondidas la conversación, todavía le creen a su madre y piensan que el tío está mintiendo. Cuando una tormenta de nieve golpea repentinamente el pueblo y no se les vigila, los dos escapan.
Continúan su viaje a pie y finalmente se encuentran con un joven llamado Orestis (Stratos Tzortzoglou), cuyo autobús se ha averiado. Se ofrece a llevarlos con él y los niños aceptan la oferta. Orestis es el conductor de una compañía de teatro ambulante que interpreta una pieza sobre la historia griega. Recientemente, la compañía ha estado luchando con la disminución de la audiencia, debido a que la gente busca distracciones más fáciles.
Cuando el camino de Orestis se separa del suyo, los niños abandonan la compañía y buscan diferentes medios de transporte a Alemania. Conocen a un conductor de camión (Vassilis Kolovos), dispuesto a llevarlos con él. Más tarde, mientras Alexandros duerme, el conductor viola a Voula y luego huye, conmocionado por sus propias acciones. Alexandros y Voula pronto llegan a otra estación de tren, donde nuevamente intentan conseguir transporte. Cuando ven al guarda, escapan justo a tiempo antes de ser atrapados. Vuelven a encontrarse con Orestis, que los lleva en su moto. Mientras tanto, la compañía de teatro de Orestis se disuelve y los miembros comienzan a vender sus diversos artículos. Orestis lleva a Voula y Alexandros a un café de playa vacío y caminan con él por la ribera. De repente, los niños ven emerger del mar una enorme mano de mármol sostenida por un helicóptero. El dedo índice de la mano está roto.
Debido a su inminente servicio militar, Orestis se ve obligado a vender su motocicleta. Más tarde se encuentra nuevamente con el comprador en un bar, y se da a entender que tiene relaciones sexuales con él. Voula está decepcionada con él, ya que se ha enamorado. Los niños prosiguen su viaje. Orestis luego los busca y los encuentra en una sección de carretera desierta y recién construida. Toma a Voula en sus brazos y la consuela diciendo: "La primera vez, siempre es como si te estuvieras muriendo". Luego se separan de forma definitiva de Orestis. En otra estación de tren, un soldado le da dinero a Voula para comprar boletos y los niños abordan nuevamente un tren hacia Alemania. Salen poco antes del control de pasaportes en la frontera. La frontera es un río y usan un pequeño bote para cruzarlo. De repente, los guardias fronterizos disparan y un árbol comienza a emerger de la niebla. Cuando la niebla comienza a despejarse, Voula y Alexandros corren hacia el árbol y lo abrazan.

## Elenco
- Michalis Zeke - Alexandros
- Tania Palaiologou - Voula
- Stratos Tzortzoglou - Orestis
- Vassilis Kolovos - camionero
- Ilias Logothetis - Gaviota
- Michael Giannatos - guardián de la estación de tren
- Toula Stathopoulou - mujer en la comisaría
- Gerasimos Skiadaressis - soldado
- Dimitris Kaberidis - tío
- Tassos Palatzidis - conductor de tren

## Producción
Angelopoulos dijo que una vez leyó en el periódico sobre dos niños que se habían embarcado en un viaje a Alemania para encontrar a su padre. Quedó tan impresionado por este fuerte deseo de encontrar al padre, que le vino a la mente la idea de producir una película al respecto. Paisaje en la niebla fue la primera película de Angelopoulos que se comercializó en los Estados Unidos, siendo distribuida por New Yorker Films.
Orestis y su compañía de teatro itinerante son una referencia a la película anterior de Angelopoulos El viaje de los comediantes (1975).

### Banda sonora
La banda sonora, con tintes de música romántica y acentuada por el oboe, fue compuesta por Eleni Karaindrou. Karaindrou dijo que los niños impetuosos le recordaban mucho a las escapadas románticas de épocas anteriores, razón por la cual quería que la banda sonora contuviera rastros de Mendelssohn y Franck. Cuando llegó el momento de elegir el instrumento adecuado, se decidió por el oboe, porque es romántico y grita al mismo tiempo.

## Temas
Dijo Angelopoulos en una entrevista: "De hecho, dividiría las seis películas que he hecho desde entonces en dos trilogías separadas. Para mí, Viaje a Cytera representa el silencio de la historia, El apicultor es el silencio del amor y Paisaje en la niebla el silencio de dios. En Paisaje en la niebla el niño le pregunta a su hermana en un momento: "¿Cuál es el significado de las fronteras?" En las siguientes tres películas, traté de encontrar una respuesta a su pregunta. El paso suspendido de la cigüeña trata de las fronteras geográficas que separan países y personas. La mirada de Ulises habla de las fronteras, o se podría decir de los límites, de la visión humana. La eternidad y un día analiza los límites entre la vida y la muerte”.
La película trata sobre la despedida de la infancia y la incertidumbre del futuro: el dedo roto de la mano en el mar indica la falta de una dirección clara. La destrucción masiva de la naturaleza y la sobreexplotación de los recuros naturales se muestran en imágenes inquietantes. Se muestra la fragilidad de las relaciones humanas, pero también la solidaridad entre extraños: basta pensar en el angelical Orestes o el soldado en la estación de tren que les da a los niños el dinero para los boletos. Finalmente, muestra el cambio en las costumbres visuales y de entretenimiento (el grupo de actores de la anterior película de Angelopoulo, O thiasos, tiene que abandonar debido a la falta de respuesta de la audiencia), así como el poder determinante de la acción de los sueños, pero también el anhelo por un padre y por saber de dónde viene uno.
“Los dos niños recorren un paisaje cinematográfico que es como otra esperanza. Quiero creer que el cine salvará al mundo. Para mí, el cine es el mundo y mi viaje. Trato de encontrar algunas pequeñas utopías que me hagan admirar”, dijo Theo Angelopoulos en una entrevista.

## Recepción
El Léxico del cine internacional describe la película como "un juego simbólico y ambiguo con la imaginación que expresa esperanzas y decepciones, miedos y amenazas con una intensidad teatral impresionante y ve un rayo de esperanza para el futuro de la humanidad en la mirada clara e inquebrantable del niño".
Josef Nagel considera que "Formalmente, ''Topio stin omichli'' se presenta como una road movie, predominan las estructuras temáticas de cuento de hadas. [...] Los dos niños viven y experimentan un 'paisaje en la niebla' en un sentido real y metafísico [...]. El que genera suavemente chispas resplandecientes de esperanza humana."  
Walter Ruggle considera que "El mundo a través del cual conduce el viaje parece lúgubre; la partida de Voula y Alexander definitivamente puede entenderse como un escape. Una y otra vez, sin embargo, Angelopoulos permite que brille la luz de otro mundo imaginativo, dando lugar a la esperanza de que al final de nuestro presente oscuro, sin historia y sin rostro, otro día puede esperar. Junto con Tarkovski, es uno de los pocos poetas cinematográficos que puede abolir la dimensión del tiempo, en cuyas películas es posible una huida temporal a un reino que obedece a sus propias leyes."  
Wolfram Schütte resaltó también la percepción de la temporalidad en la película: "El tiempo es el bien más preciado para la poética de Theo Angelopoulos. Permite a los espectadores y oyentes atravesar un espacio de fantasía en el que pueden, e incluso deben, formar su propia imagen de las proyecciones de la película, mientras "respiran libremente" con todos los abordajes emocionales disponibles, frente a planos generales, secuencias de planificación, panorámicas y tomas largas. Son imágenes de un viaje por el mundo cuya compleja estructura estética reclama un segundo viaje dentro de sí mismas."  

## Premios
| Año  | Premio                                         | Categoría                                                       | Resultado   |
| ---- | ---------------------------------------------- | --------------------------------------------------------------- | ----------- |
| 1988 | XLV Festival Internacional de Cine de Venecia  | León de Plata                                                   | Ganadora    |
| 1988 | XLV Festival Internacional de Cine de Venecia  | Premio de los Estudiantes de la Universidad de Roma La Sapienza | Ganadora    |
| 1988 | XLV Festival Internacional de Cine de Venecia  | Premio OCIC                                                     | Ganadora    |
| 1989 | II Premios Europeos de Cine                    | Mejor Película                                                  | Ganadora    |
| 1989 | XXXIX Festival Internacional de Cine de Berlín | Premio InterFilm                                                | Ganadora    |
| 1990 | LXII Premios de la Academia                    | Óscar a la Mejor Película Extranjera                            | No nominada |